# Jules Gouffé
Pour les articles homonymes, voir Gouffé.

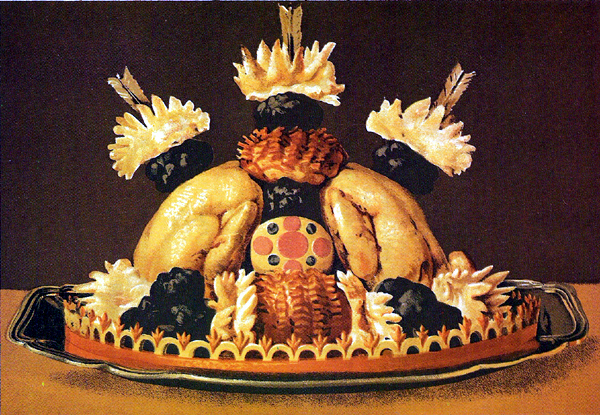
Poularde à la Godard, planche en couleurs du Livre de cuisine.

Martin-Jules Gouffé, né en 1807 à Paris et mort le 28 février 1877 à Neuilly-sur-Seine, est un célèbre cuisinier et pâtissier français. Il était appelé l'« apôtre de la cuisine décorative ».
Il a influencé la pratique culinaire jusqu'aux chefs du XXe siècle — dont Bernard Loiseau — et les chercheurs en gastronomie moléculaire se réfèrent régulièrement à lui. Il est à l'origine du livre de cuisine tel qu'on le publie depuis la fin du XIXe siècle.

## Biographie
Fils de Pierre-Louis Gouffé, pâtissier parisien, et de son épouse née Madeleine-Jeanne Guilbert, il fait, adolescent, son apprentissage auprès de son père, dont les pièces montées sont remarquées par Antonin Carême. Carême continue la formation de Gouffé qui travaille avec lui pendant sept années.
En 1840, Gouffé s'établit rue du Faubourg-Saint-Honoré comme pâtissier et y acquiert sa notoriété. Il y reste jusqu'en 1855, puis devient le cuisinier de l’empereur Napoléon III. En 1867, souffrant de la goutte, il donne néanmoins suite à la proposition d'Alexandre Dumas et du baron Brisse et devient officier de bouche au Jockey Club.
Retiré à la Charité-sur-Loire, il succomba à une apoplexie causée par le froid, en se rendant, pour faire honneur à l'art culinaire, à Paris, où il était invité à l'exposition d'alimentation du Palais de l'industrie, comme membre du jury.

## Œuvre littéraire

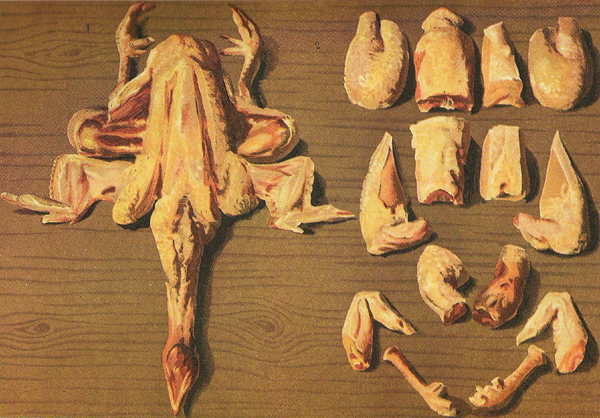
Planche en couleurs sur la découpe du poulet.

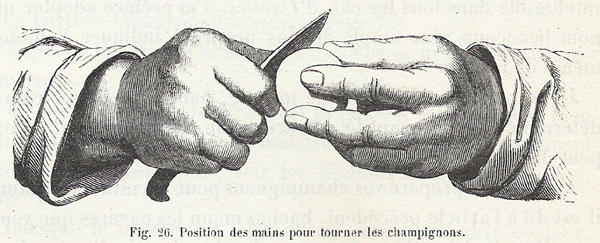
Fig. 26.

En 1867, Gouffé publie Le Livre de Cuisine  (lire en ligne) chez Hachette Livre.
Il le rédige en deux parties : la première est destinée à la cuisine des ménages qui se veut « sans complications d'aucun genre » et met les recettes « tout à fait à la portée des débutants et des apprentis » ; l'autre à celle des « extras », c'est-à-dire à la grande cuisine, avec « tous ses développements et ses perfectionnements ». Il y donne des notions sur les ustensiles et les appareils utilisés en cuisine ; il précise les quantités de denrées ainsi que les temps de cuisson ; il fait réaliser dessins et planches et explique les gestes techniques avec une grande précision, de sorte à les rendre compréhensibles par un lectorat profane. On s'en rend compte, par exemple, lorsque Gouffé donne la méthode pour tourner des champignons : « Pour faire cette opération, coupez la queue sans effleurer la tête ; posez-le entre les quatre doigts de la main gauche ; tenez un petit couteau d'office de la main droite ; faites tourner le champignon sur la lame du couteau qui reste immobile, de manière à enlever 2 millimètres du champignon. » (Voir la figure 26, ci-contre.).
Toutes ces attentions de l'auteur constituent une volonté novatrice qu'il revendique explicitement dans sa préface, déplorant « l'inutilité
de la plupart des livres de cuisine publiés jusqu'à ce jour, qui, presque tous, n'ont fait que se copier servilement les uns les autres, répétant les mêmes recettes les plus vagues et souvent les plus fausses , adoptant tous les mêmes routines et les mêmes erreurs, ne précisant, dans leurs formules, ni poids, ni mesures, ni quantités, ni durées de cuissons » après quoi il se soumet au jugement d'autrui en ces termes : « Ai-je fait mieux? Ai-je eu, enfin, le bonheur de réaliser
ce livre de cuisine universellement attendu ? Le public
jugera ; tout ce que je puis dire, c'est que j'ai fait autre
chose que ce que l'on a fait jusqu'ici ».
Le chef publie donc ce livre avec la volonté d'enrichir la pratique de ses confrères mais aussi de rendre la gastronomie praticable par tous et met en valeur la nécessité de rigueur qu'implique l'art culinaire.

« Je n'ai pas rédigé une seule de mes indications élémentaires sans avoir constamment l'horloge sous les yeux et la balance à la main. Je m'empresse d'ajouter qu'on n'est pas obligé d'avoir constamment recours, dans la pratique, à ces moyens de vérification absolue, du moment où l'on est devenu un ouvrier habile et consommé. Mais lorsqu'il s'agit de formuler pour les personnes qui n'ont pas encore de connaissances acquises, je déclare qu'on ne saurait procéder d'une façon trop rigoureuse. »

Gouffé inclut, dans son  Livre de cuisine et ses recettes, quelques-unes communiquées par des confrères, notamment par son frère Alphonse, officier de bouche à la cour d'Angleterre. Le Livre de cuisine est ensuite publié en anglais sous le titre The Royal Cookery Book.
En 1869, Jules Gouffé publie un deuxième ouvrage de recettes intitulé Recettes pour préparer et conserver les Viandes et les Poissons salés et fumés, les terrines, les galantines, les légumes, les fruits, les confitures, les liqueurs de famille, les sirops, les petits fours, etc.  (lire en ligne), qu'il définit comme le complément de son premier livre. Avec la même méthodologie que pour le précédent, il compose celui-ci en trois parties : les conserves de toute nature ; l'office (la « confection des petits fours, des bonbons, des fruits confits et les diverses préparations pour les bals et soirées ») ; les recettes alimentaires des malades et des convalescents — et il y inclut le choix et le service des vins.
S'ensuivent enfin la publication de deux autres livres de recettes sur le même modèle que les premiers. En 1872 paraît Le Livre des Soupes et des Potages contenant plus de 400 recettes de potages français et étrangers (lire en ligne), qui constitue une somme sur un type de mets qui fut particulièrement apprécié du XVIIe au XIXe siècle dans les classes aisées. Enfin, le dernier livre de Gouffé prend le nom du Livre de Pâtisserie  (lire en ligne) lors de sa parution chez Hachette Livre en 1873 et deviendra le plus connu de ses ouvrages.